# Caselow
Caselow ist ein Ortsteil der Gemeinde Bergholz des Amtes Löcknitz-Penkun im Landkreis Vorpommern-Greifswald in Mecklenburg-Vorpommern.

## Geographische Lage
Der kleine Ort Caselow liegt 2,5 Kilometer westlich von Bergholz und 3 Kilometer südlich von Rossow.

## Geschichte
Die erste urkundliche Erwähnung als „in Coselow“ wird mit 1308, nach anderen Quellen bereits mit 1305 angegeben. Das Landbuch der Mark Brandenburg von 1375 listet den Ort als Kozelow auf. Mit den Jahrhunderten variierte die Schreibweise von Kesselow (1416) und Kaselaw (1420) zu Caselow (1443) und Castlow bis zur 1910 amtlich festgesetzten heutigen Schreibweise „Caselow“.
Um 1305 wird ein Henning von Bentz mit Wohnsitz in Caselow erwähnt und zwischen 1375 und 1487 eine Familie von der Hufe. Im Jahr 1375 befanden sich an der Stelle des Ortes Caselow 4 Kossätenhufen, die auf dem Verbleib slawischer Siedler eines nahe gelegenen slawischen Burgwalles schließen lassen sowie 3 Pfarrhufen, 8 freie Hufen, 1 Krug, 2 Mühlen und 19 Kossätenstellen, von denen 4 wüst waren. Von 1487 bis 1685 gehörte Caselow zur Herrschaft Löcknitz, zunächst bis 1650 im Besitz derer von der Schulenburg, danach als landesherrliche Domäne mit einem Verwalter im Besitz der Kurfürsten von Brandenburg und späteren Könige von Preußen.
Caselow war eine Domäne und ein Forstgutsbezirk. Es wurde 1670 zusammen mit den Dörfern Bergholz, Grimme, Fahrenwalde und Zerrenthin verwaltet und war von 1685 bis 1823 zunächst Teil des kurmärkischen Amtes Löcknitz und zwischen 1823 und 1872 Teil des Amtes Brüssow. Caselow gehörte bis 1849 zudem zum Justizamt Brüssow und von 1879 bis 1952 zum Amtsgerichtsbezirk Brüssow. Von 1817 bis 1900 gehörte die Heidemühle zu Caselow und 1931 der Wohnplatz Forsthaus Caselow. Bis 1948 wurde durch die Sowjetische Militäradministration in Deutschland (SMAD) mit einer Bodenreform in der Sowjetischen Besatzungszone (SBZ) Land von Großgrundbesitzern enteignet, aufgeteilt und an Bauern oder Vertriebene neu verteilt. In Caselow wurden so 492 ha Land enteignet und neu verteilt.
1956 wurde Caselow nach Bergholz eingemeindet und bildet seit 1957/1976 einen Ortsteil der Gemeinde Bergholz. 1955 wurde eine LPG in Caselow gegründet, die 1957 zur LPG Typ III mit 18 Mitgliedern und 156 ha Land wurde. 1960 zählte sie bereits 38 Mitglieder und 368 ha Land und wurde 1976 zusammen mit der LPG Bergholz in die LPG Brüssow eingegliedert. Seit 1978 ist Caselow Sitz einer Revierförsterei.
Das Gutshaus in Caselow wurde 1895–1897 im Stile der Schinkelschen Nachfolge errichtet. Bis 1985 war es bewohnt, danach verfiel es. Seit 2001 ist es wieder in Privatbesitz und wurde inzwischen denkmalgerecht saniert.
Einwohnerentwicklung
| Jahr | Einwohner | Quelle |
| ---- | --------- | ------ |
| 1735 | 38        | [ 4 ]  |
| 1774 | 62        | [ 4 ]  |
| 1801 | 67        | [ 4 ]  |
| 1817 | 71        | [ 4 ]  |
| 1840 | 99        | [ 4 ]  |
| 1858 | 105       | [ 4 ]  |
| 1895 | 104       | [ 4 ]  |
| 1900 | 138       | [ 5 ]  |
| 1925 | 145       | [ 4 ]  |
| 1933 | 160       | [ 6 ]  |
| 1939 | 171       | [ 6 ]  |
| 1946 | 209       | [ 4 ]  |
| 2007 | 60        | [ 7 ]  |